# オオヒキガエル
オオヒキガエル (Rhinella marina) は、両生綱無尾目ヒキガエル科ナンベイヒキガエル属に分類されるカエル。

## 分布
アメリカ合衆国（テキサス州南部）、エクアドル、エルサルバドル、ガイアナ、グアテマラ、コスタリカ、コロンビア、スリナム、トリニダード・トバゴ、パナマ、ブラジル北部、仏領ギアナ、ホンジュラス、ベネズエラ、ベリーズ、ペルー、メキシコに自然分布。
アメリカ合衆国（ハワイ州、フロリダ州、アメリカ領ヴァージン諸島、北マリアナ諸島、グアム、プエルトリコ）、アンティグア・バーブーダ、イギリス（モントセラト）、オーストラリア、オランダ（アルバ）、グレナダ、ジャマイカ、セントクリストファー・ネイビス、セントルシア、ソロモン諸島、台湾、ドミニカ共和国、日本（石垣島、小笠原諸島、大東諸島）、ハイチ、パプアニューギニア、バルバドス、フィリピン、フランス（グアドループ、マルティニーク）などに移入。

## 形態
体長はオスで8.9 - 12.4 cm、メスで8.8 - 15.5c m。原産地であるスリナムなどでは最大体長220 mm。地域により体長、体形、体色に変異があり、スリナムの個体群は特に大型化する。皮膚の表面には疣がある。
鼻孔から眼の周囲にかけて骨質の隆起が発達し、頭頂部では骨と皮膚が完全に融合する。耳腺は大型。

### 毒
毒はアルカロイドを主成分とする。毒性はヒキガエルとしては非常に強く、人間に対しては目に入ると失明したり、大量に体内摂取すると心臓麻痺を起こすこともある。卵嚢や幼生も毒を持つ。

## 生態
サバンナや疎林、乾燥林などに生息する。日本ではサトウキビ畑などでも見られる。種小名のmarinusは「海の」の意で、英名も同義。両生類としては海水に対する耐性が強く、河口付近や海岸でも見かけることが由来。夜行性で、昼間は石や倒木の下などで休む。
食性は動物食で、昆虫や節足動物、ミミズ、カエル、小型爬虫類、小型哺乳類などを食べる。
繁殖形態は卵生。石垣島では年間を通し、繁殖が見られる。繁殖のピークは12月-1月頃。ひも状の卵塊は20 mにもなり、包まれた卵は8,000 - 17,000個に達する。
幼生は24 mmほどの黒色で、約1か月で6 - 12 mmのカエルに変態する。
仔ガエルの成長は速く、半年ほどで性成熟が完了する。

## 人間との関係
皮が革製品に利用されることもある。メキシコでは袋、パプアニューギニアでは太鼓の皮に利用されることもある。
主にサトウキビ畑の害虫駆除のため、世界各地に移入された。1920年代にフロリダ州とプエルトリコ、1932年にハワイ、1935年にオーストラリアへ移入されている。大型であるうえに繁殖力がきわめて強いことに加え、有毒種であるために天敵がいないことから、移入先で爆発的に増加した。在来種を捕食、在来種との競合、本種を食べようとした脊椎動物などの大型動物が毒による被害を受けることが懸念されている。
国際自然保護連合がリストアップした「世界の侵略的外来種ワースト100」にもランクインしている (IUCN)。
日本で定着が確認されているのは小笠原諸島（父島、母島）、大東諸島（北大東島、南大東島）、八重山諸島（石垣島、西表島、鳩間島）などである。導入の目的はサトウキビ畑の害虫駆除であり、戦前にハワイに移入された個体群が台湾経由で南大東島に持ち込まれたのが最初である。その後、この南大東島の個体群が1978年に石垣島の南部へ10匹程度が移入され、さらにその個体群が鳩間島へ導入された。また、戦後のアメリカ占領下の小笠原諸島ではアメリカ軍によって父島へ1949年に移入され、1975年には父島から母島へ持ち込まれた。西表島へは石垣島から運ばれる建築資材などとともに混入し、移動したと考えられている。日本では2005年に特定外来生物による生態系等に係る被害の防止に関する法律により特定外来生物に指定され、輸入、飼育（施行前から飼育されていた個体は登録すれば飼育可能）、販売、譲渡、遺棄などが禁止された。2011年には伊豆諸島の新島でも移殖が確認され、本村地区の一部・若郷地区で増殖を続けたが、駆除により2013年には絶滅が確認された。
本種の影響は野生動物のみにとどまらない。本種の卵やオタマジャクシにも毒が含まれていることから、小笠原では飲料水が汚染されたうえ、鳩間島では家禽の大量死が起こり、本種が影響したものと考えられている。
今のところ決定的な防除法は見つかっておらず、卵やオタマジャクシを一気に駆逐するしか有効な手段は無い。また、本種は生命力の強さから実験動物にも用いられるため、その目的で捕獲して処分する方法も検討されている。オーストラリアでは、猫餌を池の周囲に撒いて肉食性のアリを集めることにより、上陸した本種を駆除している。在来種のカエルには、このアリに対しての防御手段があるとされる。